# Миньск-Мазовецки (гмина)
Миньск-Мазовецки (пол. Mińsk Mazowiecki) — сельская гмина (волость) в Польше, входит как административная единица в Миньский повет, Мазовецкое воеводство. Население — 12 780 человек (на 2004 год).

## Демография
| Перепись                       | Всего   | Всего | Женщины | Женщины | Мужчины | Мужчины |
| ------------------------------ | ------- | ----- | ------- | ------- | ------- | ------- |
| Единицы                        | человек | %     | человек | %       | человек | %       |
| Население                      | 12 780  | 100   | 6369    | 49,8    | 6411    | 50,2    |
| Плотность населения (чел./км²) | 113,8   | 113,8 | 56,7    | 56,7    | 57,1    | 57,1    |

## Соседние гмины
1. Гмина Цеглув
2. Гмина Дембе-Вельке
3. Гмина Якубув
4. Гмина Колбель
5. Миньск-Мазовецки
6. Гмина Сенница
7. Гмина Станиславув
8. Гмина Вёнзовна